# Eesti Orienteerumisliit
Der Orientierungslaufverband Estlands (estnisch Eesti Orienteerumisliit, EOL) ist der nationale Orientierungslaufdachverband Estlands. Er wurde 1962 gegründet und wurde 1991 Mitglied des Internationalen Orientierungslaufverbandes (IOF).

## Geschichte
Der erste Orientierungslaufwettkampf in Estland fand (je nach Quelle) am 19. Juni oder 27. Juni 1926 in Pirita statt. Die EOL wurde am 16. Dezember 1962 im damaligen sowjetischen Estland gegründet. Nach der Unabhängigkeit Estlands wurde die EOL am 27. Dezember 1991 in die IOF aufgenommen. Erste estnische Meisterschaften wurden aber bereits 1959 in Nelijärve, im Ski-Orientierungslauf 1960 ausgetragen. 2006 war Estland Gastgeber der Orientierungslauf-Europameisterschaften und 2017 haben in Otepää erstmals Weltmeisterschaften stattgefunden.

## Ausgetragene Veranstaltungen
Orientierungslauf:
- Orientierungslauf-Europameisterschaften 2006 in Otepää, Kreis Valga
- Junioren-Orientierungslauf-Weltmeisterschaften 2003 in Põlva, Kreis Põlva
- Veteranen-Orientierungslauf-Weltmeisterschaften 2016 in Tallinn, Kreis Harju
- Orientierungslauf-Weltmeisterschaften 2017 in Otepää, Kreis Valga

Ski-Orientierungslauf:
- Veteranen-Ski-Orientierungslauf-Weltmeisterschaften 2004 in Võru und Haanja, Kreis Võru
- Jugend-Ski-Orientierungslauf-Europameisterschaften 2014 im Kreis Põlva
- Junioren-Ski-Orientierungslauf-Weltmeisterschaften 2014 im Kreis Põlva
- Veteranen-Ski-Orientierungslauf-Weltmeisterschaften 2014 im Kreis Põlva

Mountainbike-Orienteering:
- Junioren-Mountainbike-Orienteering-Weltmeisterschaften 2013 in Rakvere, Kreis Lääne-Viru
- Mountainbike-Orienteering-Weltmeisterschaften 2013 in Rakvere, Kreis Lääne-Viru